# Nam Đài Loan

Nam Đài Loan theo định nghĩa chính thức

Nam Đài Loan (tiếng Trung: 南台灣) là một trong bốn vùng tại hòn đảo Đài Loan. Trong tiếng Đài Loan, đôi khi khu vực này được gọi là Hạ Cảng (下港). Theo định nghĩa chính thức, Nam Đài Loan bao gồm các huyện thị là huyện Gia Nghĩa, thành phố Gia Nghĩa, Cao Hùng, Đài Nam, Bình Đông và huyện đảo Bành Hồ. Đây là khu vực được người Hán nhập cư phát triển sớm nhất tại hòn đảo và hiện có thành phố quan trọng thứ hai tại Đài Loan là Cao Hùng, thành phố này là trung tâm lọc hóa dầu, hóa chất và sản xuất thép tại Đài Loan. Các ngành kinh tế của vùng chủ yếu là công nghiệp nhẹ, công nghệ cao và nông nghiệp. Phần lớn người Khách Gia tại Nam Đài Loan sinh sống tại các thành phố, khu vực cảng và ven biển; thổ dân Đài Loan tập trung tại các vùng đồi núi của Gia Nghĩa, Cao Hùng và Bình Đông, những người nhập cư sau nội chiến 1949 thường sống tại các thành phố và thị trấn.